# Asplenium eurysorum
Asplenium eurysorum är en svartbräkenväxtart som beskrevs av Georg Hans Emmo Wolfgang Hieronymus. Asplenium eurysorum ingår i släktet Asplenium och familjen Aspleniaceae. Inga underarter finns listade.